# Sillamäe Kalevi staadion
Sillamäe Kalevi staadion  é um estádio multi-esportivo localizado na cidade de Sillamäe, Estônia. Atualmente o estádio abriga partidas de futebol do JK Sillamäe Kalev.